# Marie Alžběta Salm-Reifferscheidt-Raitz
Marie Alžběta Salm-Reifferscheidt-Raitz (17. srpna 1931 Rájec nad Svitavou – 15. června 2022 Vídeň) byla starohraběnka z moravské linie šlechtického rodu Salm-Reifferscheidtů – Salm-Reifferscheidt-Raitz. Po nástupu komunistického režimu nemohla studovat a pracovala v administrativě nebo jako řidička nákladních vozů. V roce 1957 emigrovala do Rakouska, kde se živila jako pojišťovací agentka. Po roce 1989 se vrátila do České republiky. Od roku 1992 usilovala v restitučních sporech o vrácení rodového majetku včetně zámku v Rájci nad Svitavou.

## Život

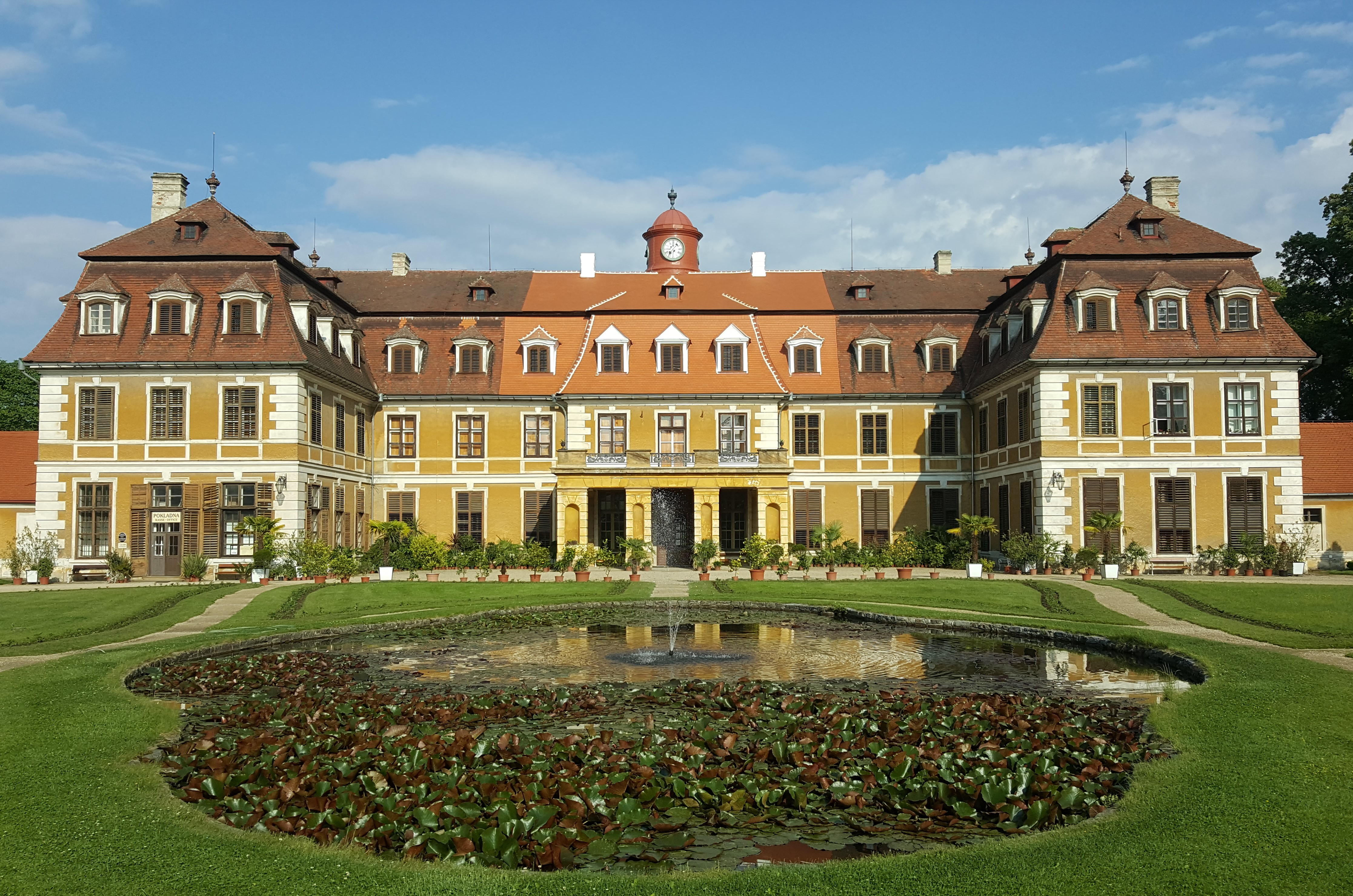
Marie Alžběta se narodila na zámku v Rájci nad Svitavou

Marie Alžběta se narodila na zámku v Rájci nad Svitavou jako třetí dcera knížete Hugo Mikuláše z rodu Salm-Reifferscheidt-Raitz (1893–1946) a Leopoldiny, rozené Mensdorff-Pouilly (1895–1980). Doma jí říkali Marielise nebo Marilis. Měla starší sestry Idu (1921–2021) a Elišku (1925–1992) a mladšího bratra Huga Maria (1933–1974), který zemřel na rakovinu plic. Nejprve měla domácí učitelku a ve škole skládala jen zkoušky. Od třetí třídy navštěvovala veřejnou školu. Během německé okupace chodila i s bratrem do německé školy. V rodině se mluvilo anglicky, česky a od okupace i německy.
Kníže Hugo Mikuláš se s rodinou za první republiky trvale usídlil na zámku v Rájci nad Svitavou. Za 2. světové války se přihlásil k německému občanství, podle Marie Alžběty tak učinil po velkém nátlaku kvůli ochraně 120 rodin zaměstnanců proti nacistům. Po válce požádal o obnovení československého občanství, definitivního rozhodnutí úřadů se už ale nedožil – zemřel 2. března 1946. Osmnáct dní po smrti mu bylo doručeno pouze osvědčení o udělení prozatímního československého občanství.
Poté byl zámek rodině zkonfiskován, ale mohla v něm dál bydlet – ve třech místnostech. Kvůli svému původu a nedostatku peněz nemohla jít Marie Alžběta studovat na vysokou školu, po maturitě, kterou složila v Blansku, tedy začala pracovat v administrativě podniku Metra Blansko. Poté šest let řídila nákladní vozy jako zaměstnankyně ČSAD Brno.
V roce 1956 se vdala za Jiřího Čubuka, syna ruského emigranta, který zemřel při výslechu v roce 1949. V roce 1957 emigrovali přes Bulharsko a Jugoslávii do Rakouska, kde již žily dvě její sestry. Téhož roku tam odešla i její matka. Ve Vídni se manželům narodili synové Georg a Leopold.
V Rakousku Marie Alžběta pracovala od roku 1973 jako pojišťovací agentka. V roce 1964 za svou rodinou emigroval i její bratr Hugo. Předtím však byl v Čechách odveden k Pomocným technickým praporům a z prašné práce v dolech onemocněl rakovinou. Zemřel tak již ve věku 40 let.
Po sametové revoluci se Marie Alžběta začala z Vídně pravidelně vracet do Česka a zažádala o vydání rodového majetku. K tomuto účelu založila se svou sestrou a synovcem akciovou společnost Salm. Restituční spor se státem, jehož předmětem byl mj. zámek v Rájci, který rodině patřil téměř dvě stě let, trval více než dvě desetiletí. Z lesů dostali Salmové zpět 570 hektarů.
K vydání rodového majetku sestry Ida Schoellerová a Marie Alžběta Salm-Reifferscheidt-Raitz potřebovaly doložit, že jejich otec Hugo Mikuláš Salm byl československým občanem. Snažily se dokázat, že k německé národnosti se přihlásil pod nátlakem. Ministerstvo vnitra mu však československé občanství nepřiznalo. Sestry neuspěly se stížnostmi na postup ministerstva a soudy pak již nepovolily obnovu procesu týkajícího se občanství Huga Mikuláše Salma. V květnu 2021 zamítl stížnost Marie Salm-Reifferscheidt-Raitz v této věci Ústavní soud (sestra Ida zemřela, a řízení o její stížnosti tak bylo zastaveno).
Ve volbách v roce 2004 Marie Salm-Reifferscheidt-Raitz neúspěšně kandidovala do senátu v obvodě č. 49 – Blansko jako členka Koruny České. Zúčastnila se natáčení 17. dílu českého dokumentárního seriálu Modrá krev, který Česká televize uvedla v roce 2023.